# Розплата (фільм, 1995)
Розплата (англ. Payback) — американський трилер 1995 року

## Сюжет
Опинившись за ґратами після спроби пограбування магазину, Оскар знайомиться зі старим зеком Маком і дізнається, що на волі у того приховані великі грощі. Садист-наглядач Геллі намагається витрусити з Мака інформацію про місцезнаходження награбованого, але той не видає таємниці. Незговірливість призводить до того, що під час чергового допиту Мак отримує каліцтва, не сумісні з життям. Перед смертю Мак таки встигає розповісти Оскару про карту, що веде до захованих грошей, але попередньо бере з нього обіцянку помститися Геллі за свою загибель.

## У ролях
- Сі Томас Хауелл — Оскар Бонсеттер
- Джоан Северанс — Роза Гулерман
- Маршалл Белл — Том «Геллі» Гулерман
- Річард Берджі — Аль Кіган
- Джон Тоулс-Бей — Маркус Джексон
- Р.Г. Армстронг — Мак
- Стів Вілкокс — головоріз
- Ліза Робін Келлі — дівчина
- Девід Ентоні Хіггінс — Джим Коваль
- Денис Бессетт — дружина Джима
- Брекін Мейер — син Джима
- Кетерін Баррезі — жінка у в'язниці
- Дана Шихан — охоронець
- Френк Стрік — продавець зброї